# Florent de Voogd
Florent de Voogd ou Floris de Voogd(nl) (vers 1228 - Anvers, 26 mars 1258), régent du comté de Hollande et tuteur de son neveu Florent V de Hollande. 

## Biographie
Florent de Voogd est le fils de Florent IV, comte de Hollande (1210-1234) et de Mathilde de Brabant (vers 1202-1267). Il règne temporairement pour Guillaume II de Hollande pendant que ce dernier est engagé en Allemagne. Après la mort du roi Guillaume en 1256, il devient le tuteur de Florent V, comte de Hollande, fils de Guillaume. Il est parfois appelé "tuteur Florentius".
Il bat l'armée de Flandre qui avait envahi Walcheren en 1253, où il capture Guy et Jean de Dampierre, tous deux fils de Marguerite II, comtesse de Flandre et commandants pour la Flandre. En 1256, il signe un traité de paix (appelé le "Traité de Péronne") avec la Flandre sur le statut de la Zélande, réaffirmant les droits de la Flandre à l'ouest de l'Escaut. La Flandre a été forcée d'indemniser la Hollande pour les dommages de la guerre et seulement après que les fils de Marguerite II aient été libérés. Florent a été tué lors d'un tournoi à Anvers et a été enterré à Middelburg.